# Pierre Fleta
Pierre Fleta (Vilafranca de Mar (Alps Marítims), 4 de juliol, 1925 - París (França), 16 d'octubre de 2010), tenor francès d'ascendència espanyola, fill de Miguel Fleta i de la soprano francesa Luisa Pierrick (de nom real Marie-Louise Pierre-Clerc)
Després que els seus pares s'haguessin separat, va ser criat per la seva mare, de manera que encara que de vegades se'l compta com a tenor espanyol (nacionalitat del seu pare), en realitat ho va ser, francès.
Va estudiar amb la seva mare, Luisa Pierrick. El 1949 va fer el seu debut operístic a Barcelona, i després va cantar a Niça (1949–51) i al "Theatre Royal de la Monnaie" de Brussel·les (a partir de 1952); també va fer gira com a concertista.
Tres peces interpretades per Pierre Fleta que es poden descarregar d'internet:
- Tosca: Le ciel luisait d'étoiles, en format Ra
- La bohème: Que cette main est froide, en format Ra
- Les Contes d'Hoffmann: Il était une fois à la cour d'Eisenach, en format Ra.